# Fred Hall (musiker)

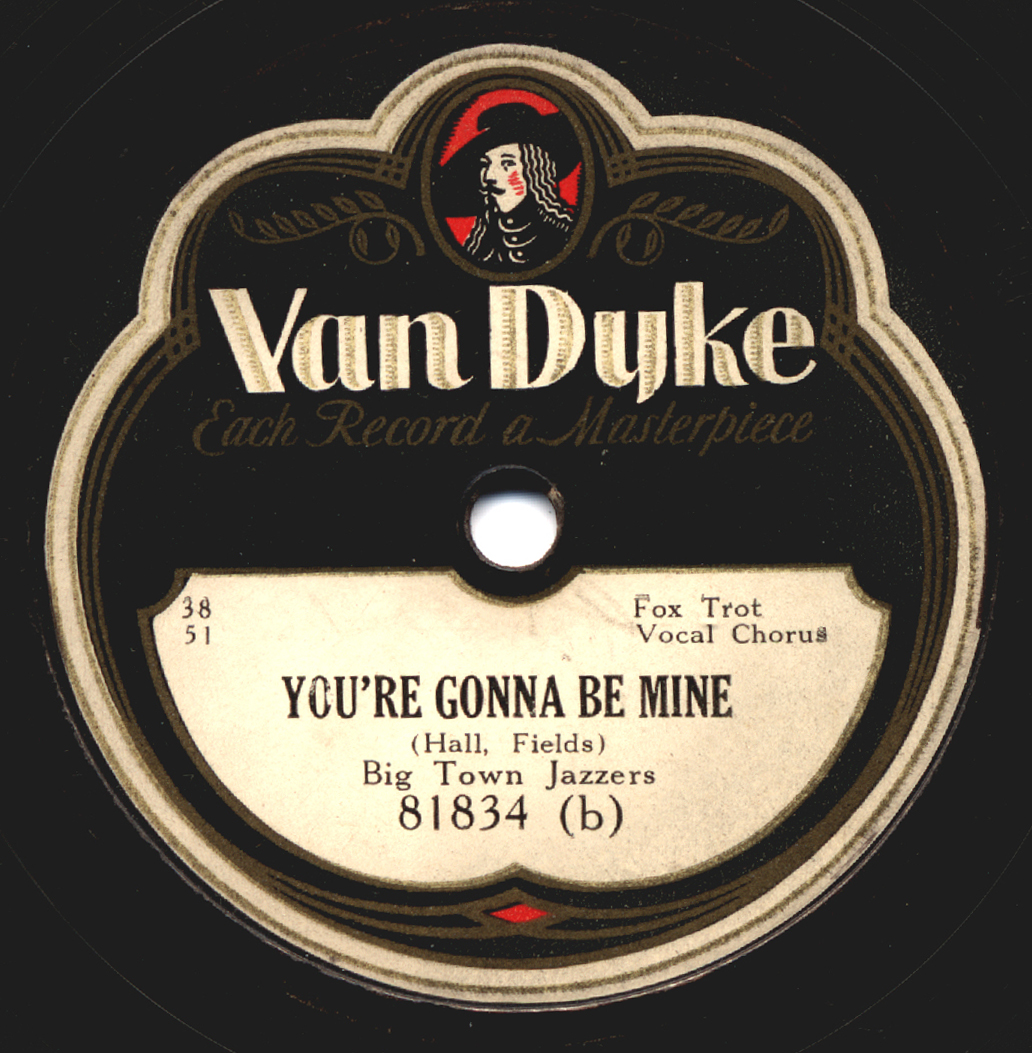
Utgåva på Van Dyke av melodin You're Gonna Be Mine, komponerad av Fred Hall och Arthur Fields. Även om orkestern endast anges som det intetsägande "Big Time Jazzers" är det i själva verket även Halls orkester som framför melodin.

Fred Hall (egentligen Friederich Arthur Ahl), född den 10 april 1898 i Bronx i New York, död den 8 oktober 1954 på Roosevelt Hospital på Manhattan i samma stad, var en amerikansk pianist, orkesterledare och kompositör.

## Liv och karriär
Fred Hall var det yngsta av fyra syskon. Hans far Maurice Ahl var pianolärare men dog då yngste sonen endast var tio år. Halls egen musikaliska karriär började som så kallad "song-plugger" för olika musikförlag i New York, och kring tiden för första världskriget var han ackompanjatör åt opera- och vaudevillesångerskan Dora Hilton.
Senast från 1924 och framåt verkade Hall flitigt som orkesterledare, inte minst på skiva för ett stort antal olika skivbolag. Intressant nog gick några av Halls tidigaste skivinspelningar (för Okeh) ut på att ackompanjera svarta vokalister, något vid tiden ovanligt i det rassegregerade USA. Sommaren 1925 hade Halls band gjort sig etablerat nog att få vikariera för Fletcher Hendersons orkester på det berömda danspalatset Roseland Ballroom medan den ordinarie orkestern var på turné. Det var också vid denna tid som Halls band fick börja göra egna rena instrumentalinspelningar på skiva. Med början 1926 fick Hall även anställning som "musical director" vid skivbolaget Emerson.
Det var under sin tid vid Emerson som Hall mötte sångaren Arthur Fields, något som blev början till ett mångårigt tätt samarbete.  Duon Hall och Fields komponerade ett stort antal, ofta humoristiska, sånger tillsammans. Totalt producerade de mellan 1926 och 1942 mer än 250 gemensamma kompositioner. Till de mer framgångsrika av dessa hörde Eleven More Months And Ten More Days och I Got A Code In My Dose. Hall och Fields uppträdde också tillsammans i olika program på radiostationen NBC och grundade 1931 ett eget musikförlag, Piedmont Music Company.
Bland mer framträdande musiker i Halls orkester märks trumpetarna Mike Mosiello och Leo McConville samt multiinstrumentalisten Philip d'Arcy, vilken med solon på bland annat fiol och munspel bidrog till att från 1927 ge Halls band ett speciellt "sound". Hall själv bidrog ibland, utöver sina insatser som pianist, ledare och kompositör, även som scatsångare på sina skivinspelningar. Halls skivinspelningar från sent 1920-talet räknas som hans främsta ur ett jazzperspektiv och ett uval av dessa har återutgivits på CD av det lilla bolaget The Old Masters.
Från omkring 1930 ändrade Hall och Fields sin huvudsakliga musikaliska profil; detta sedan de insett de kommersiella möjligheter som fanns för så kallade "hillbilly songs", det vill säga tidig countrymusik. Här, liksom på sina tidigare jazzorienterade skivor, använde duon sig av ett flertal olika pseudonymer som "The Rex Cole Mountaineers", "Jim Cole’s Tennessee Mountaineers", "Sam Cole & His Corn Huskers" och "Colt Brothers". Åtskilliga inspelningar gjordes dock också under det mer genomskinliga namnet "Fields and Hall Mountaineers". Det var också med denna typ av musik som Hall och Fields på allvar gjorde karriär inom radio. Enligt branschtidningen Metronome skall de ha varit radions högst avlönade countryartister. De gjorde även en film i samma anda som sina radioprogram, All for the Band (1931) där Hall spelade sheriff och Fields sjungande butiksinnehavare, samt medverkade i TV så tidigt som 1940. Vid samma tid (omkring 1940) medverkade folksångaren Woody Guthrie regelbundet i Halls och Fields radioprogram "Pipe Smoking Time".
Halls och Fields regelbundna samarbete bröts 1942, möjligen till följd av att Hall hade alkoholproblem. Dessa hindrade honom dock inte från en fortsatt solokarriär som frilansande låtskrivare och pianist i radio och TV fram till sin död vid endast 56 års ålder.

## Benämningar på skivutgåvor
Halls skivinspelningar under 1920-talet utgavs under ett flertal olika orkesterbeteckningar och delvis även under pseudonym. Den engelske diskografen Brian Rust förtecknar följande vanligare varianter:
- Fred "Sugar" Hall and His Sugar Babies (Okeh)
- Fred Hall's Orchestra/and His Orchestra (Harmony, Bell, Goodson (Storbritannien))
- Fred Hall's and His Roseland Orchestra (Emerson, Bell)
- Fred Hall's Jazz Band (Banner och därtill knutna etiketter)
- Arthur Fields and His Orchestra (Perfect)
- Arthur Fields and His Assassinators (Edison)
- Arthur Fields and The Noodlers (Banner och därtill knutna etiketter)
- Claremont Dance Band/Orchestra (Duophone)
- The Home Towners (Cameo och därtill knutna etiketter, Banner och därtill knutna etiketter)
- Honey Swamp Stompers (Harmony)
- The Tin Pan Paraders (Gennett)

Åtskilliga inspelningar av Hall utgavs också helt anonymt på Grey Gull och detta märkes systeretiketter. De inspelningar på Harmony, Diva (skivmärke) och Velvet Tone som utgavs som "Jerome Conrad and His Orchestra" ansåg Rust tidigare också vara av Hall, men dessa tillskrivs numera snarare Harry Reser.